# Мопс (аргонавт)
Мопс (др.-греч. Μόψος) — персонаж древнегреческой мифологии.
Сын Ампика (сына Элата) и Хлориды из города Титарона в Фессалии. Лапиф, противник кентавров. Убил кентавра Одита. Прорицатель. Участник Калидонской охоты.
Аргонавт. Присоединился к аргонавтам в дороге, убив своего отца. Научился прорицанию у Аполлона, был из Эхалии или титариец. Участник погребальных игр по Пелию, выступал в кулачном бою. 
Умер в Африке от укуса змеи. 
Его именем назван город Мопсий в Фессалии.